# Matz Hammarström
Matz Erik Hammarström, född 7 november 1959 i Västerås (Badelunda), Västmanlands län, är en svensk politiker (miljöpartist). Han var ordinarie riksdagsledamot 1998–2002, invald för Skåne läns södra valkrets, språkrör för Miljöpartiet de gröna 2000–2002 samt generaldirektör för Djurskyddsmyndigheten 2004–2007.

## Biografi
Hammarström är utbildad teolog (men inte prästvigd) samt gymnasielärare i filosofi, svenska och religion.
Han var ordinarie riksdagsledamot 1998–2002. I riksdagen var han ledamot i näringsutskottet 1998, finansutskottet 1999–2000, skatteutskottet 2001 och Nordiska rådets svenska delegation 1998–2000. Han var även suppleant i finansutskottet, skatteutskottet, socialförsäkringsutskottet och utbildningsutskottet.
Han valdes till språkrör 2000 på kongressen i Vadstena och omvaldes 2001 i Luleå.
Hammarström är sedan 1981 bosatt i Lund, bortsett från en period i Katrineholm 1988–1992.